# توماس لونش (سياسي أمريكي)
توماس لونش (بالإنجليزية: Thomas Lynch)‏ هو محامي وسياسي أمريكي، ولد في 21 نوفمبر 1844 في الولايات المتحدة، وتوفي في 4 مايو 1898 في أنتيغو في الولايات المتحدة. حزبياً، نشط في الحزب الديمقراطي. وقد انتخب عضو جمعية ولاية ويسكونسن وانتخب عضو مجلس النواب الأمريكي.